# Espace Comboire
L'Espace Comboire est une zone commerciale située le long de l'autoroute A480, à cheval sur les communes de Seyssins et d'Échirolles, dans la banlieue sud de Grenoble. L'association Comboire Avenir représente les 150 commerces de la zone commerciale.  
Comme l'espace n'est relié qu'à Échirolles, sur laquelle se trouve la majorité de la surface du centre, celui-ci est généralement associé seulement à cette commune. 
L'espace commercial tire son nom des rochers de Comboire, colline au pied de laquelle se trouve la zone commerciale et au sommet le fort de Comboire, l'un des sept forts constituant la ceinture fortifiée de Grenoble.

## Présentation
Cet espace, ouvert en 1985, se présente en deux parties avec le Centre E.Leclerc, et un ensemble de 150 commerces et entreprises possédant chacune leur espace parking. En 2015, l'espace Comboire compte 2 500 emplois. 
En 2024 le groupe OMEGA, anciennement Le groupe TMX reprendra le magasin e.Leclerc Comboire en location gérance, en accord avec le siège social de E.Leclerc à Ivry sur Seine .
L’Espace Comboire présente deux particularités :
- Un emplacement aux abords d’un torrent au sein d'une importante agglomération ;
- Un espace de vente différent des autres architectures commerciales par son aspect mixte (une galerie et un espace ouvert).

## Situation
Cette zone est le principal espace commercial de l'agglomération grenobloise avec le centre de Grand'Place, situé lui aussi sur le territoire de la commune d'Échirolles.

## Histoire

### Avant l'espace commercial
À l'origine le Drac, torrent alpin, prend sa source dans le Champsaur à environ 3 000 mètres d'altitude (Le Mourre froid) et parvient dans la plaine alluvionnaire de Grenoble après une course de 120 kilomètres. Ce qui constitue la zone actuelle de l'espace Comboire correspondait autrefois à une zone inondable de cet affluent de l'Isère entre la digue et la contre-digue destinées à canaliser ce cours d'eau et éviter les débordements et l'inondation de la plaine grenobloise.
Dès la fin du XIXe siècle, l'espace Comboire sert aux militaires de champ de tir où s'organise en 1911 un concours international. Devenu une gravière après transfert du champ de tir jusqu'en 1978 et accessoirement de décharge publique sauvage à ciel ouvert, ce terrain fut affecté en Zone d'aménagement concerté par la municipalité. Après six années d'études, les vingt hectares du secteur furent réaménagés en espace commercial avec la création d'un centre Leclerc comme structure de vente la plus importante.

### Évolution entre 1985 et 2008
Le centre Leclerc, construit en 1985, connaîtra deux extensions :
- En 1986 le centre compte sept boutiques dont un restaurant ;
- En 2007-2008, le centre bénéficie d'une galerie plus spacieuse.

Le 28 août 1989, la zone est desservie pour la première fois et à titre expérimental par les Transports de l'agglomération grenobloise avec le prolongement de la ligne 13. Son officialisation est faite le 7 juillet 1990. En mars 1996, avec la réorganisation du réseau sud, la nouvelle ligne 11 remplace la 13 dans sa desserte de la zone commerciale de Comboire.

## Principales enseignes
De nombreuses enseignes de grande distribution et de restauration sont présentes, dont entre autres, E. Leclerc, Boulanger, King Jouet, McDonald's, La Halle, Top Office KFC, Kiabi, ainsi que Darty. Ce sont au total près de 150 boutiques qui sont présentes dans la zone commerciale.

## Accès
La zone commerciale est desservie par la ligne de bus C7 aux horaires analogues à ceux des lignes de tramway. 